# Dicranomyia (Dicranomyia) kaurava facifera
Dicranomyia (Dicranomyia) kaurava facifera is een ondersoort van de tweevleugelige Dicranomyia (Dicranomyia) kaurava uit de familie steltmuggen (Limoniidae). De ondersoort komt voor in het Oriëntaals gebied.